# Стибій (мінерал)
Стибій — частина назви мінералів.
Розрізняють:
- стибій білий (валентиніт),
- стибій бісмутистий (різновид стибію самородного, який містить бл. 15 % Ві),
- стибій залізистий (берт'єрит FeSb2S4),
- стибій арсенистий (тонкодисперсна суміш стибарсену з арсеном або стибієм),
- Стибій самородний,
- стибій сірий (антимоніт або джемсоніт),
- стибій сірчистий (антимоніт),
- стибій срібний (дискразит Ag3Sb),
- стибій червоний (кермезит Sb2SO),
- стибій чорний (стефаніт).